# Perideridia erythrorhiza
Perideridia erythrorhiza là một loài thực vật có hoa trong họ Hoa tán. Loài này được (Piper) T.I. Chuang & Constance mô tả khoa học đầu tiên năm 1969.